# Libertad Aurora
Libertad Aurora fue una minera de carbón española.

## Biografía
Libertad creció en Almagarinos, en el seno de una familia muy humilde. Fue bautizada con el nombre de Libertad Aurora, pero, tras la victoria de Francisco Franco y el inicio de la dictadura, se vio obligada a perder su primer nombre, que recuperó con la democracia.
A la edad de 15 años comenzó a trabajar en la mina, concretamente en la línea de baldes, donde trabajó junto con al menos otras 5 mujeres. Mientras que los hombres trabajan en el interior de la mina, ellas lo hacían en el exterior, soportando condiciones extremas.
Libertad lideró una pequeña huelga junto al resto de mujeres cuando trataron de despedir a una de las trabajadoras de la línea, lo cual habría aumentado la carga de trabajo para todas. Subidas a una zona elevada detuvieron su actividad y empezaron a cantar, hasta conseguir al día siguiente que todas mantuvieran su puesto, pese al desprecio del capataz.
Tras más de una década trabajando en la mina, fue despedida en 1963 debido a que iba a contraer matrimonio, y no permitían trabajar allí a mujeres casadas. A raíz de esto, tanto ella como su marido se vieron obligados a emigrar a Bilbao.
Libertad falleció en diciembre de 2024, siendo enterrada el día 4 en el País Vasco.

## Legado
Fue una de las protagonistas del libro ¿Dónde está nuestro pan?, de Abel Aparicio, que fue publicado en 2020 e indaga en la historia de la actividad femenina en la industria minera, dando a conocer sucesos como la Revuelta del pan de 1941.
En agosto de 2021, la localidad de Almagarinos inauguró un mural homenaje al trabajo de las mujeres mineras en el municipio, en el que se puede ver tanto a Libertad Aurora, la mayor de todas ellas, como a sus compañeras Begoña, Irene y Hortensia.
Aurora fue también una de las 9 figuras centrales del documental de 2024 Mineras: mina y mujer, junto con Isabel García, Lucita Prieto, Bernarda Álvarez, Conchi Rodríguez Valencia, Carolina Aysslyn, Tamara Espeso, Rocío Antela y Ana Álvarez. El documental busca dar a conocer la olvidada historia de la mujer en las minas de carbón en España y presentar ante el espectador a varias mineras de distintas generaciones, así como a expertos en la materia como Montserrat Garnacho y Noemí Sabugal. 